# John Friesen
John Friesen (1951) es un músico estadounidense. Nació en Idaho, pero se trasladó con su familia a Los Ángeles cuando era un niño pequeño. Mientras que en la escuela secundaria, conoció a Ronn Moss y formaron una banda juntos. Tocaron en conciertos y locales también en los escenarios de la escuela, con John en la batería.
Después del Instituto, John obtuvo su licenciatura en música de la California State University en Los Ángeles. Después de su graduación, viajó con la banda llamada Ice Follies, como el director Musical y el baterista/percusionista, para viajar por todo el mundo. Con sesenta chicas a cuatro músicos, disfrutó de todos de seis años con los Follies. De hecho, produjo su propia versión para Oriente llamado "America On Ice".
Tras su exitosa carrera con Ice Follies, John se unió a la banda Player en 1977, con la sugerencia de Ronn Moss, quien le dijo que la banda necesitaba un baterista. John desempeñó un papel en la contribución de arreglos para Player y grabando con la banda en sus cuatro primeros LP hasta 1982, cuando se separaron y todo el grupo prefirió siguir por caminos separados.
John ahora trae más de 25 años de talento creativo y experiencia múltiples facetas para cine y Video de espectro, con sede en Phoenix, Arizona. John sigue contribuyendo su inspiración creativa a través de su participación de todos los aspectos de la producción de vídeo; dirigir, producir, secuencias de comandos, música y video edición, operación de cámara e iluminación.